# Pedinidae
De Pedinidae zijn een familie van zee-egels (Echinoidea) uit de orde Pedinoida.

## Geslachten
- Caenopedina A. Agassiz, 1869
- Diademopsis Desor, 1855 †
- Echinopedina Cotteau, 1866 †
- Hemipedina Wright, 1855 †
- Leiopedina Cotteau, 1866 †
- Leptocidaris Quenstedt, 1858 †
- Orthocidaris Cotteau, 1862 †
- Palaeopedina Lambert, 1900 †
- Pedina L. Agassiz, 1838 †
- Phymopedina Pomel, 1883 †
- Polypedina Lambert, 1933 †
- Pseudopedina Cotteau, 1858 †
- Thieulinipedina Vadet, Nicolleau & Pineau, 1996 †